# Cukrowiec

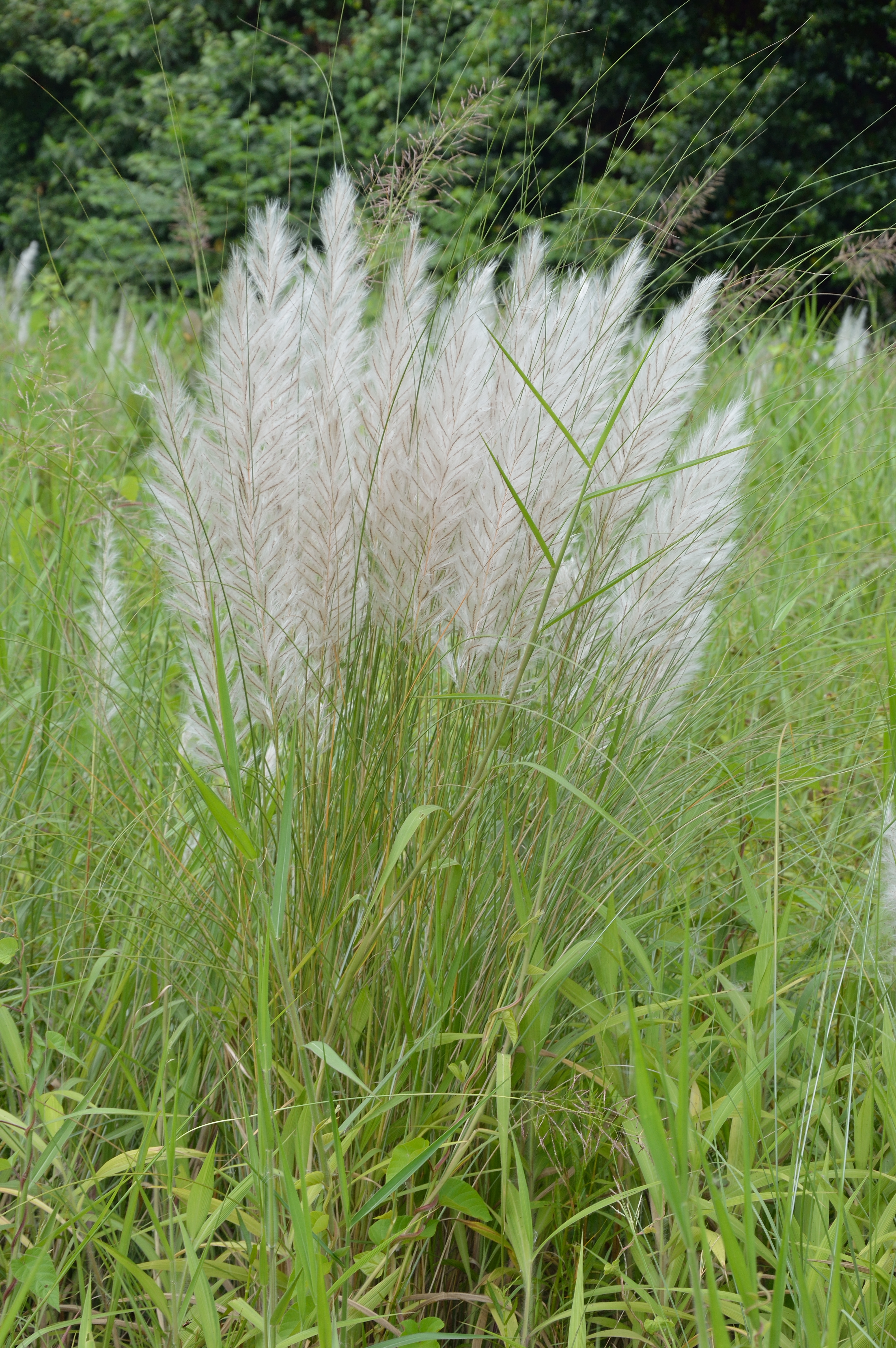
Saccharum spontaneum

Cukrowiec (Saccharum L.) – rodzaj roślin z rodziny wiechlinowatych (Poaceae). Obejmuje ok. 37 (35–40) gatunków. W wąskim ujęciu do rodzaju zaliczanych jest 5 lub 6 gatunków, w tym dwa mieszańce. Rośliny te występują na różnych kontynentach w strefie tropikalnej i w ciepłym klimacie umiarkowanym, z centrum zróżnicowania w południowej Azji. W Europie rosną trzy gatunki.
Z roślin tego rodzaju pochodzą odmiany uprawne cukrowca lekarskiego S. officinarum, będące kompleksem mieszańców, w których tworzeniu uczestniczyły także inne gatunki (S. edule, S. spontaneum), a forma pierwotna pochodzi od S. robustum udomowionego na Nowej Gwinei. Już 3000 lat p.n.e. rośliny te były uprawiane na Półwyspie Indyjskim. Przez krzyżowców rozprzestrzenione zostały z Bliskiego Wschodu na terenie południowej Europy, a następnie przez kolonistów po całej strefie międzyzwrotnikowej. Z roślin tych pozyskuje się cukier trzcinowy, stanowiący ponad połowę cukru spożywczego produkowanego na świecie. Na Nowej Gwinei rośliny z tego rodzaju stosowane są do wyplatania ścian domostw, a młode kwiatostany spożywane są jako warzywo. Niektóre gatunki uprawiane są jako rośliny ozdobne (np. S. bengalense uznawany też za Tripidium bengalense). Silnie rosnące mieszańce S. officinarum i S. spontaneum sadzone są na wydmach w północnej Afryce w celu ich umacniania i tworzenia barier wiatrochronnych.

## Morfologia
PokrójTrawy kępiaste lub rozrastające się za pomocą tęgich kłączy, osiągające do 7 m wysokości.
LiścieRównowąskie, z szeroką i białawą centralną żyłką przewodzącą. Języczek liściowy błoniasty, czasem postrzępiony lub orzęsiony.
KwiatyKwiatostan z wyraźną, tęgą osią centralną z licznymi, groniastymi i pokrytymi długimi włoskami rozgałęzieniami. Delikatne odcinki końcowe kwiatostanu zakończone są drobnymi, lancetowatymi kłoskami, otoczonymi długimi włoskami.

## Systematyka
Jeden z rodzajów podplemienia Saccharinae Griseb. (1846) z plemienia Andropogoneae Dumort. (1824) w obrębie podrodziny Panicoideae Link (1827) w rodzinie wiechlinowatych Poaceae.
Wykaz gatunków
- Saccharum alopecuroides (L.) Nutt.
- Saccharum angustifolium (Nees) Trin.
- Saccharum asperum (Nees) Steud.
- Saccharum baldwinii Spreng.
- Saccharum beccarii (Stapf) Cope
- Saccharum brevibarbe (Michx.) Pers.
- Saccharum coarctatum (Fernald) R.D.Webster
- Saccharum contortum (Baldwin ex Elliott) Nutt.
- Saccharum fallax Balansa
- Saccharum filifolium Steud.
- Saccharum formosanum (Stapf) Ohwi
- Saccharum giganteum (Walter) Pers.
- Saccharum griffithii Munro ex Aitch.
- Saccharum hildebrandtii (Hack.) Clayton
- Saccharum intermedium Welker & Peichoto
- Saccharum kajkaiense (Melderis) Melderis
- Saccharum longesetosum (Andersson) V.Naray. ex Bor
- Saccharum maximum (Brongn.) Trin.
- Saccharum narenga (Nees ex Steud.) Hack.
- Saccharum officinarum L. – cukrowiec lekarski, trzcina cukrowa
- Saccharum perrieri (A.Camus) Clayton
- Saccharum robustum E.W.Brandes & Jeswiet ex Grassl
- Saccharum rufipilum Steud.
- Saccharum sikkimense (Hook.f.) V.Naray. ex Bor
- Saccharum ×sinense Roxb.
- Saccharum spontaneum L. – cukrowiec dziki
- Saccharum stewartii Rajesw., R.R.Rao & Arti Garg
- Saccharum velutinum (Holttum) Cope
- Saccharum viguieri (A.Camus) Clayton
- Saccharum villosum Steud.
- Saccharum wardii (Bor) Bor ex Cope
- Saccharum williamsii (Bor) Bor ex Cope